# Верстрален, Арнольд
Арнольд Верстрален (нидерл. Arnold Verstraelen SVD, 19 июля 1882 года, Нидерланды — 15 марта 1932 год, Энде, Индонезия) — католический прелат, апостольский викарий Малых Зондских островов с 13 марта 1922 года по 15 марта 1932 год, член монашеской конгрегации вербистов.

## Биография
24 февраля 1907 года Арнольд Верстрален был рукоположён в священника в монашеской конгрегации вербистов.
13 марта 1922 года Римский папа Пий XI назначил Арнольда Верстралена титулярным епископом Мириофитоса и апостольским викарием Малых Зондских островов. 1 октября 1822 года состоялось рукоположение Арнольда Верстралена в епископа, которое совершил епископ Рурмонда Лаврентий Шрейнен в сослужении с епископом Бреды Питером Адрианом Виллемом Хопмансом и епископом Хертогенбоса Арнольдом Франсом Дьепенои.
Скончался 15 марта 1932 года в городе Энде.